# Horatio Seymour
Horatio Seymour (31 de maio de 1810 – 12 de fevereiro de 1886) foi um político americano. Ele foi Governador de Nova Iorque de 1853 a 1854 e de 1863 a 1864. Ele também foi candidato do Partido Democrata à presidência dos Estados Unidos nas eleições de 1868, mas perdeu para o general Ulysses S. Grant, do Partido Republicano.